# Jorge Brítez
Jorge Orlando Brítez (ur. 8 lutego 1981 w Villarrice) – paragwajski piłkarz występujący na pozycji pomocnika. Zawodnik klubu Club Guaraní.

## Kariera klubowa
Brítez karierę rozpoczynał w 1999 roku w zespole Presidente Hayes. W tym samym roku wyjechał do Hiszpanii, gdzie został graczem rezerw Realu Valladolid. Spędził w nich rok, a potem odszedł do portugalskiego zespołu SC Braga. Jego barwy reprezentował przez rok, a potem wrócił do Paragwaju, gdzie został graczem klubu Club Libertad. W 2002 roku zdobył z nim mistrzostwo Paragwaju.
W 2003 roku Brítez odszedł do drużyny Tacuary. Jednak jeszcze w tym samym roku przeszedł do izraelskiego Maccabi Hajfa. Z kolei na początku 2004 roku trafił do portugalskiego Moreirense FC, gdzie występował przez pół roku. Następnie grał w paragwajskich drużynach Club Olimpia oraz Tacuary.
W 2005 roku Brítez został graczem urugwajskiego Nacionalu Montevideo. W sezonach 2005 oraz 2005/2006 zdobył z nim mistrzostwo Urugwaju. W 2007 roku odszedł do paragwajskiego Cerro Porteño. W sezonie 2009 wywalczył z nim mistrzostwo fazy Apertura Primera división paraguaya.
W 2010 roku Brítez podpisał kontrakt z greckim Panserraikosem. W jego barwach zagrał jeden raz. Na początku 2011 roku przeszedł do kolumbijskiego Deportivo Pereira. Jednak jeszcze w tym samym roku przeniósł się do paragwajskiego Club Guaraní.

## Kariera reprezentacyjna
W reprezentacji Paragwaju Brítez zadebiutował w 2002 roku. W 2004 roku został powołany do kadry na Copa América. Zagrał na nim tylko w meczu z Kostaryką (1:0), a Paragwaj odpadł z turnieju w ćwierćfinale.